# Kristine Lundová

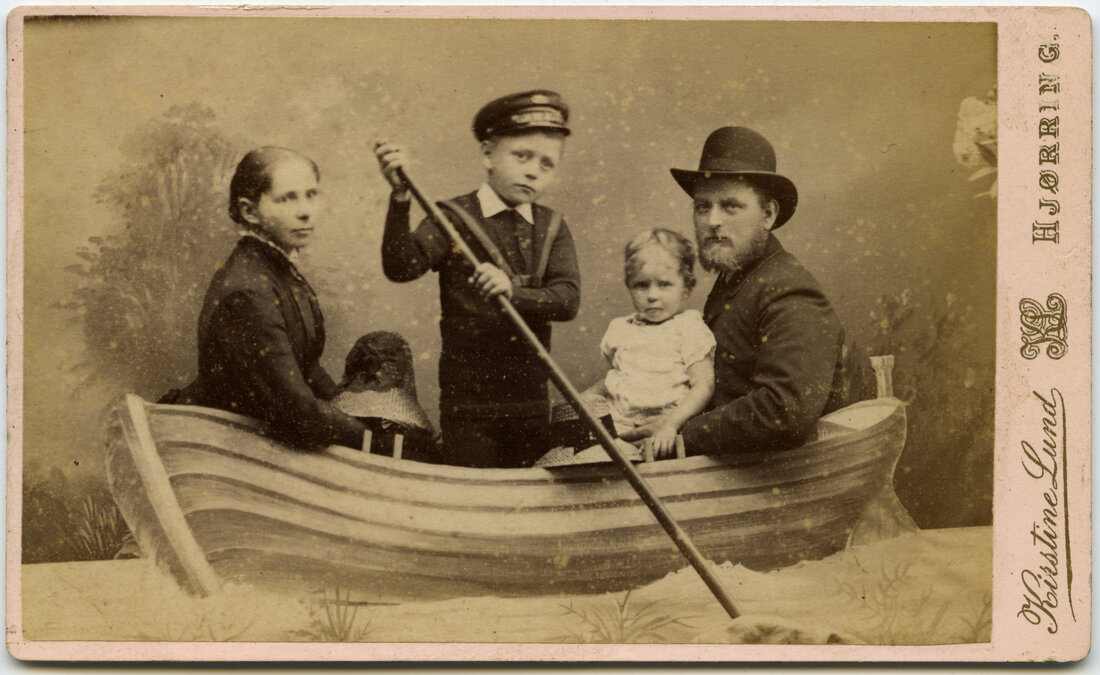
Rodina se vydala na plavbu se starším synem jako kapitánem (s dědovou čepicí) a kormidelníkem. Rodina strojvůdce Nielsena z Tornby, 27. července 1887, ateliér Hjørring, Robádsattrap. Sbírka Gerhard Ryding.

Kristine Thomine Sørine Lundová (nepřechýleně Kristine Lund, rozená Berthelsen; 14. června 1852, Løkken, Dánsko – 16. března 1948 Hjørring) byla dánská fotografka.

## Životopis
V roce 1873 se provdala za továrníka v Løkken Caral Frederika Christiana Lunda (zemřel 1885) a měla tři dcery. Její muž však v roce 1881 odešel ze země kvůli bankrotu.
V roce 1879 začala Kristine Lundová v malém měřítku jako vydavatelka materiálů pro domácí barvení. V roce 1882, rok poté, co její manžel opustil zemi, začala fotografovat. V roce 1884 se její fotografie rozrostla do takové míry, že se mohla přestěhovat do nedalekého Hjørringu a otevřít si tam ateliér. Poté, co byly děti předtím odděleny, byla schopna své děti znovu spojit.
V roce 1888 rozšířila ateliér a najala učednici Helgu Andersenovou. V roce 1896 si mohla nechat postavit velký rohový dům naproti nádraží na adrese Jernbanegade 24, kde si zřídila nový a větší ateliér, a v roce 1899 otevřela pobočku v Lønstrupu, aby využila tamní rodící se turismus.
Když jí bylo 58 let, předala v roce 1910 svůj úspěšný podnik své bývalé učni Helze Andersenové. To fungovalo až do roku 1935 a následně v něm působily Ida Madsen a Asta Jarlund. Studio zavřelo v roce 1969 poté, co tam pořídili asi 125 000 snímků. Po uzavření byly negativy z let 1882–1969 včetně Kristine Lundové předány do Historického archivu Vendsyssel Historical Museum.

## Galerie

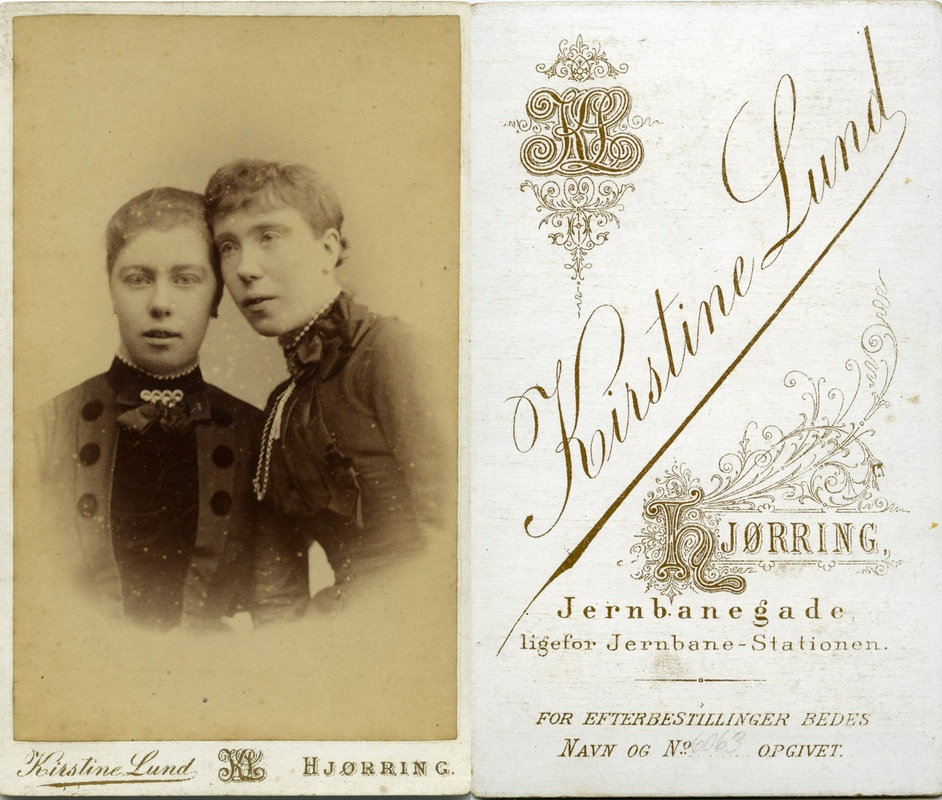
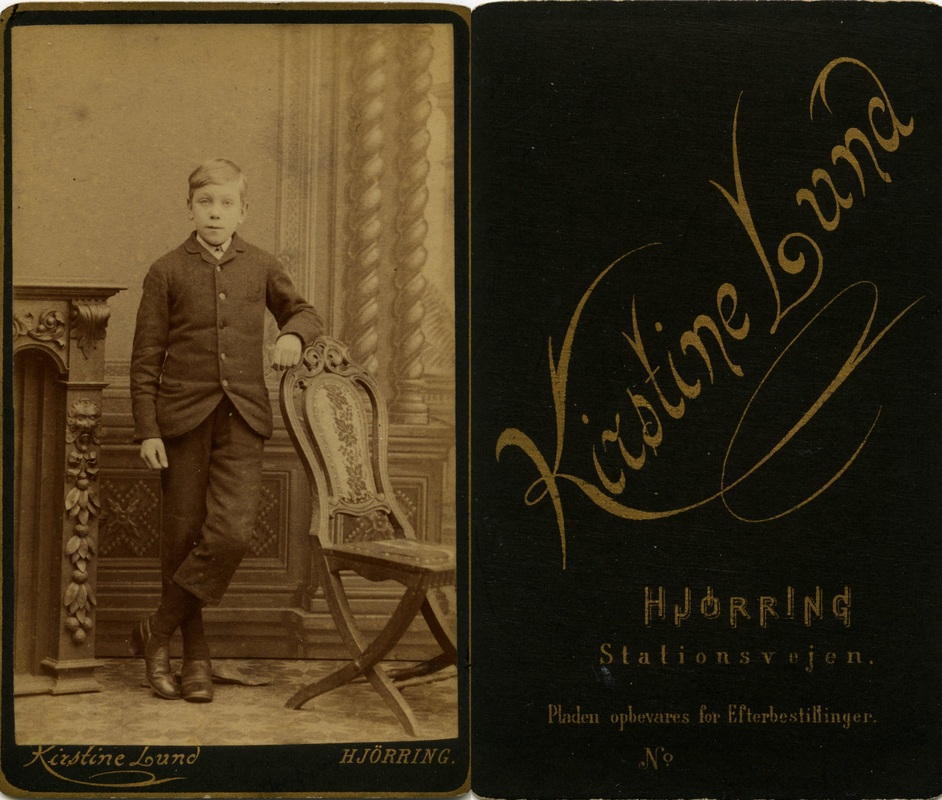
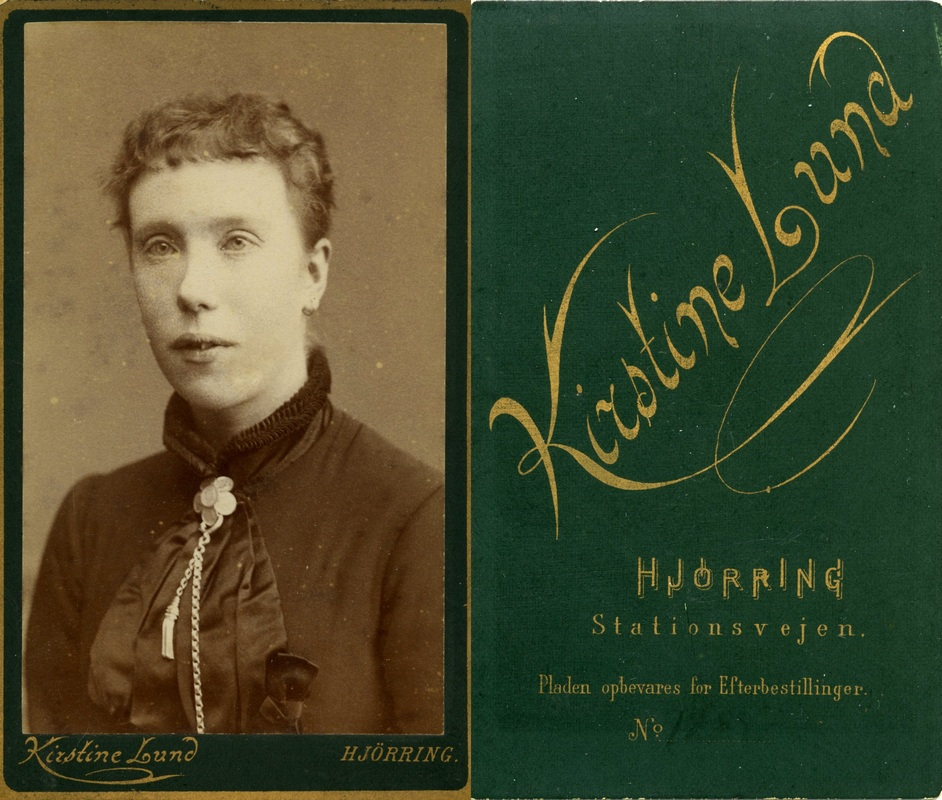
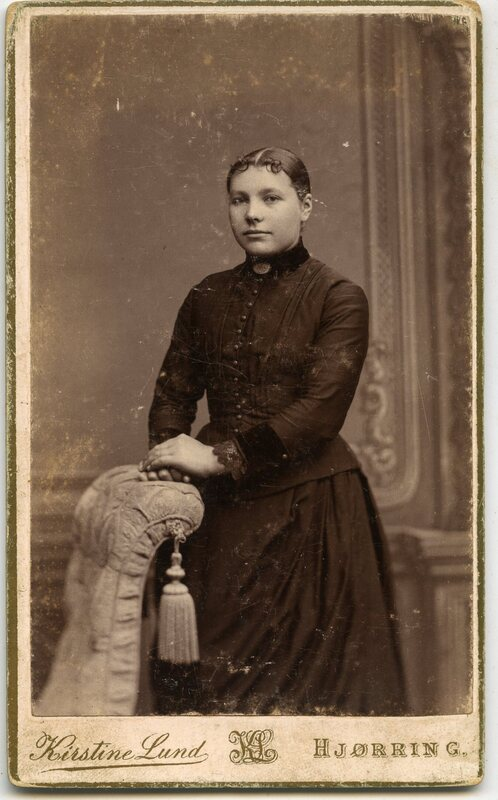
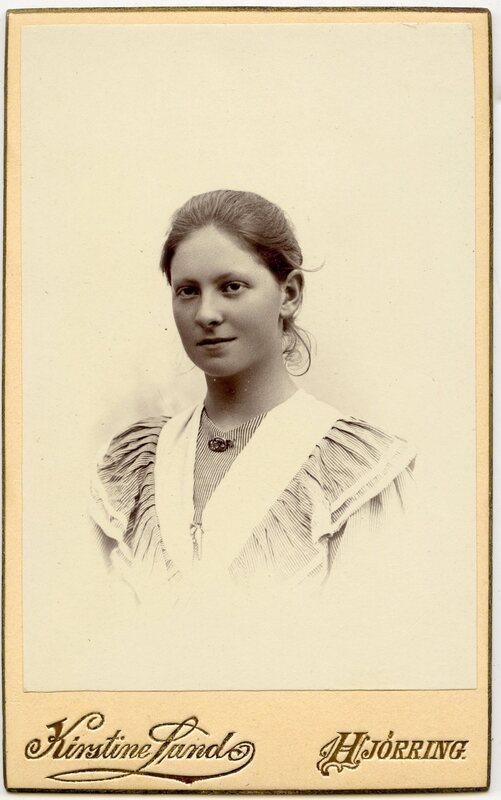
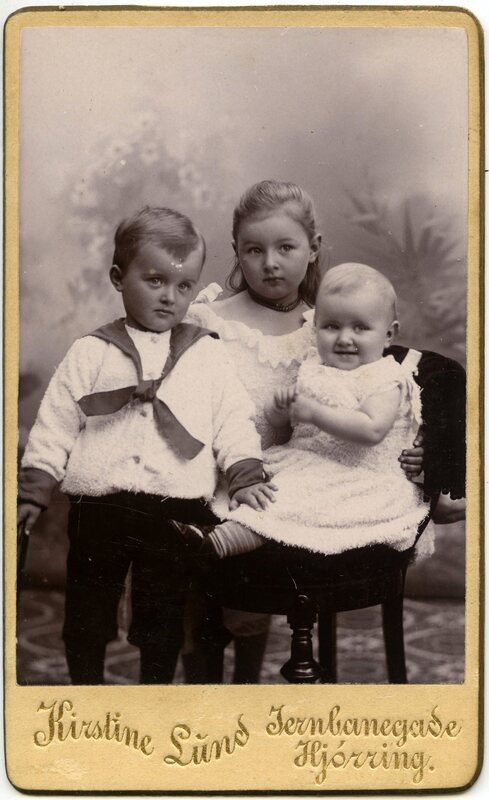
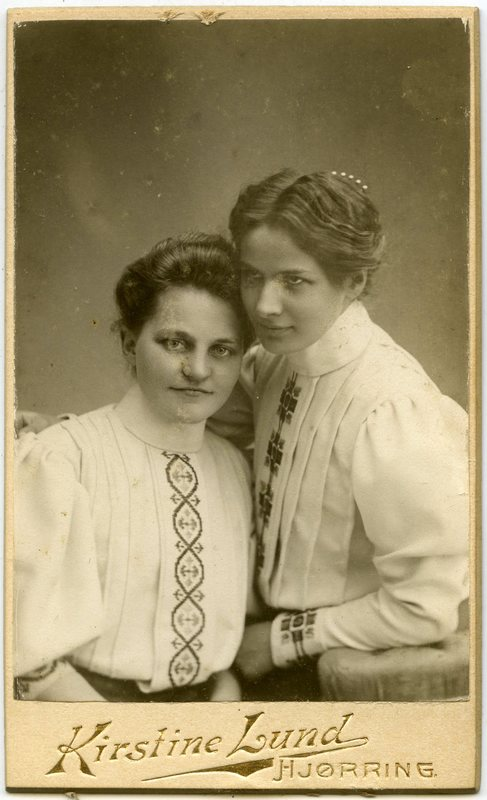
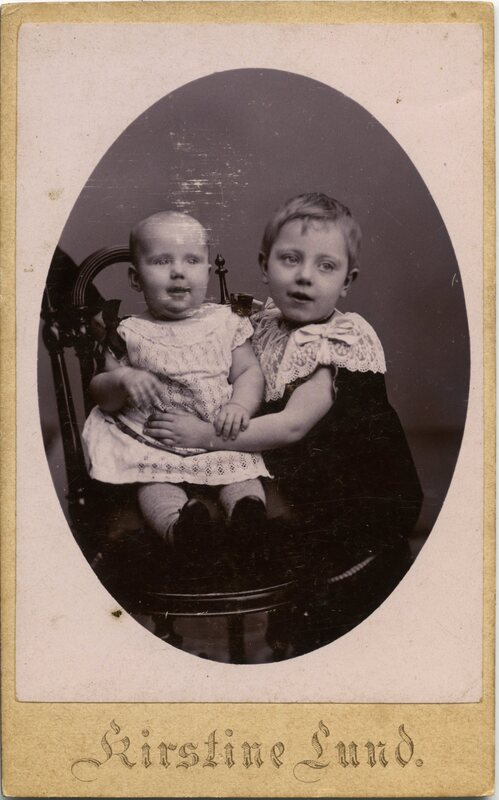
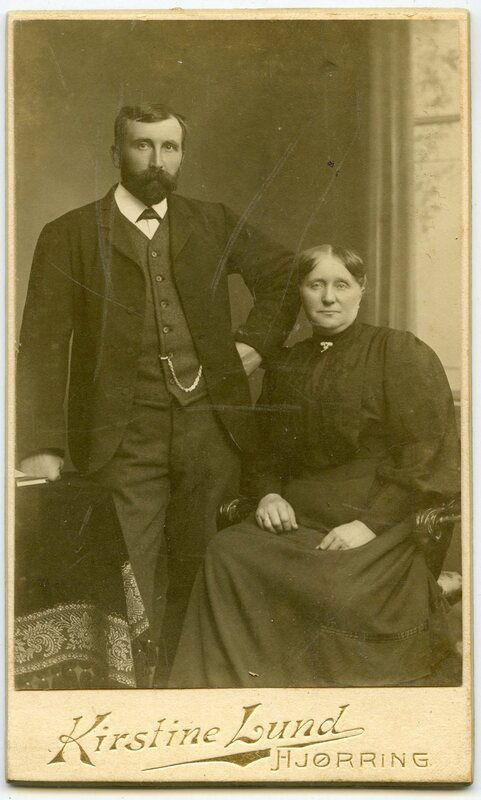
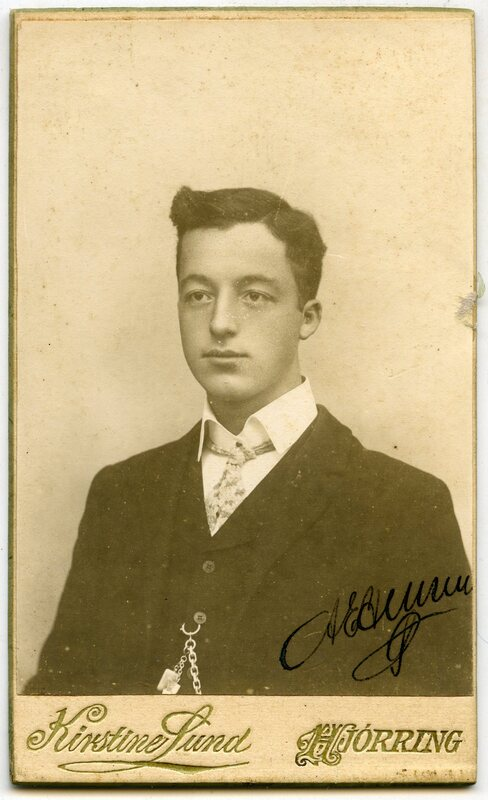
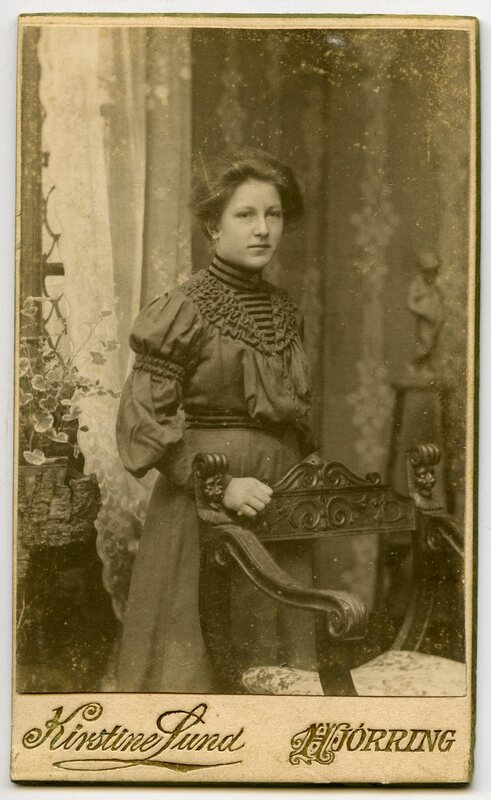
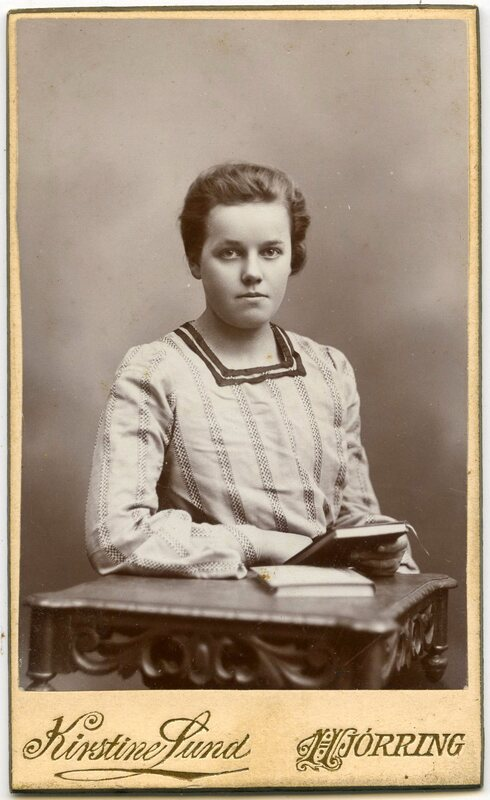
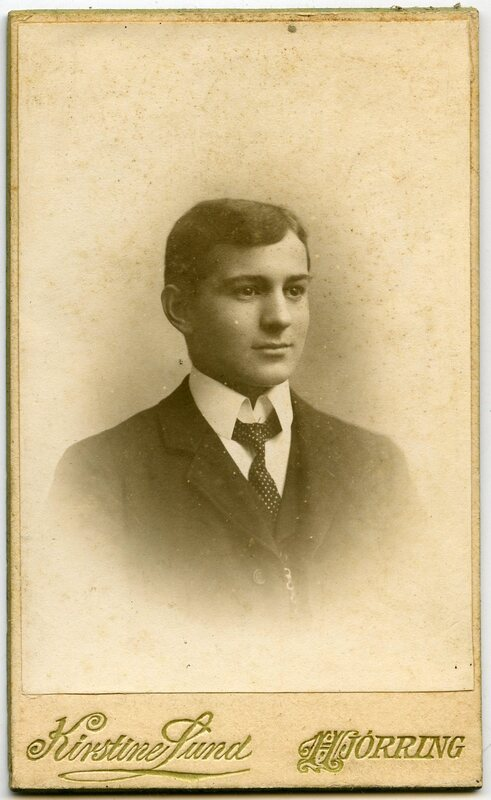
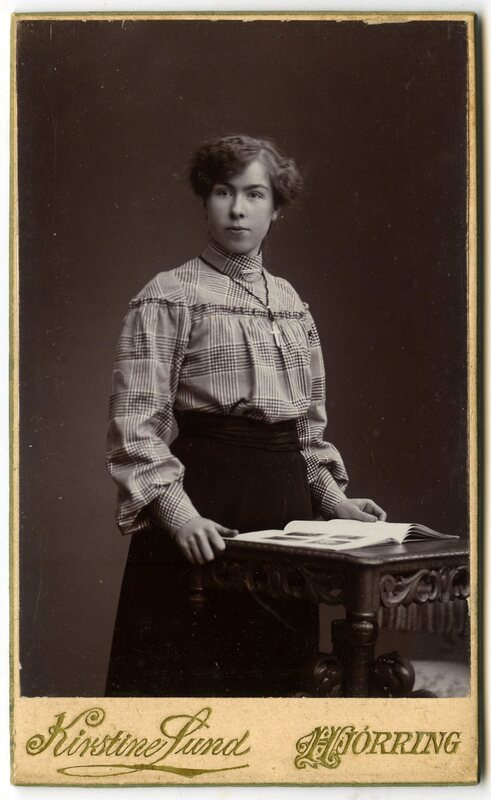
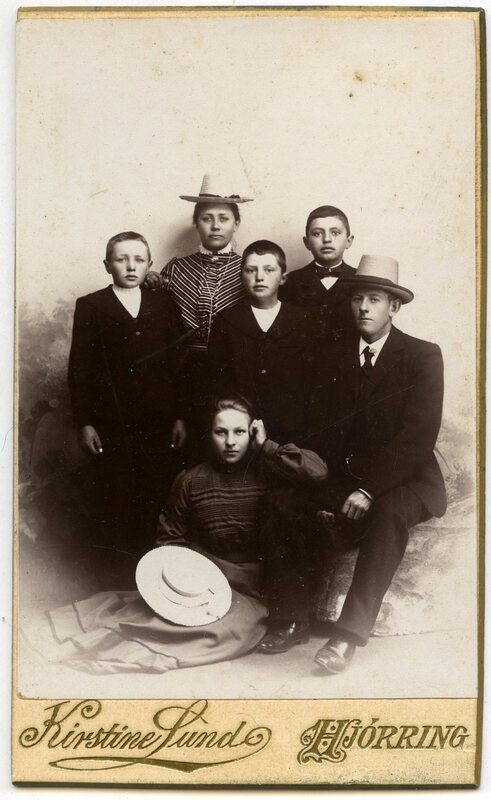
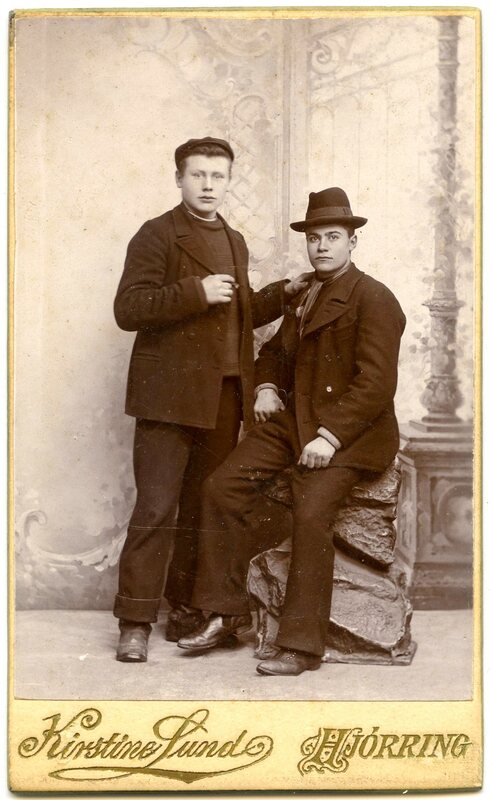
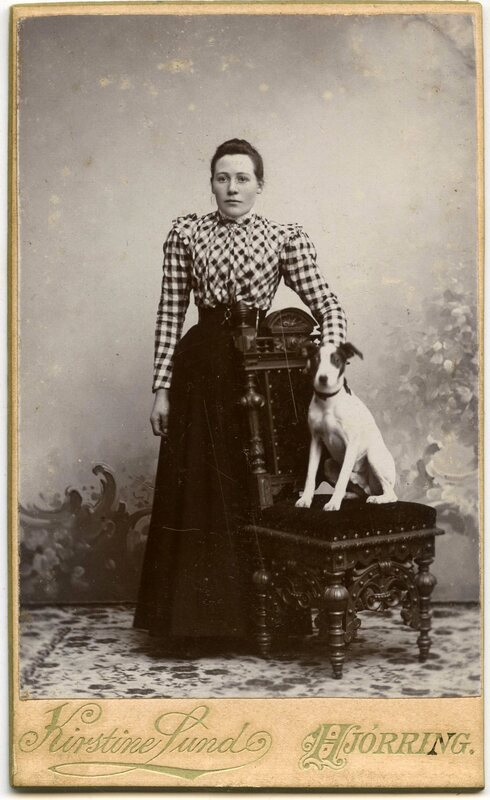
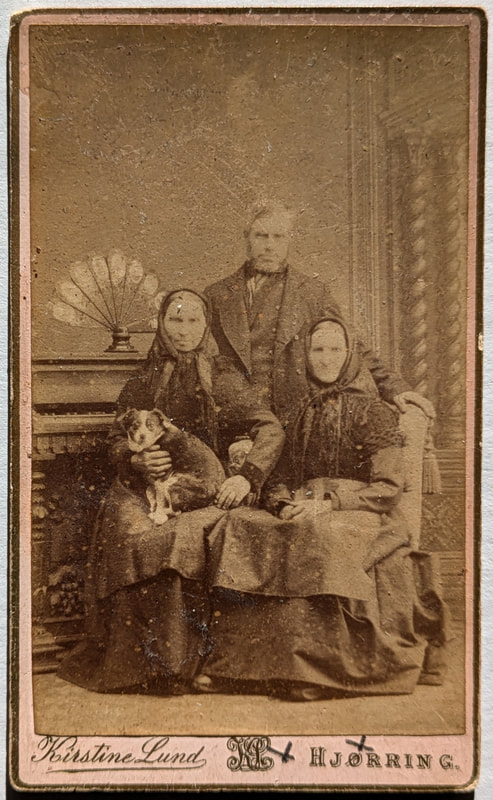
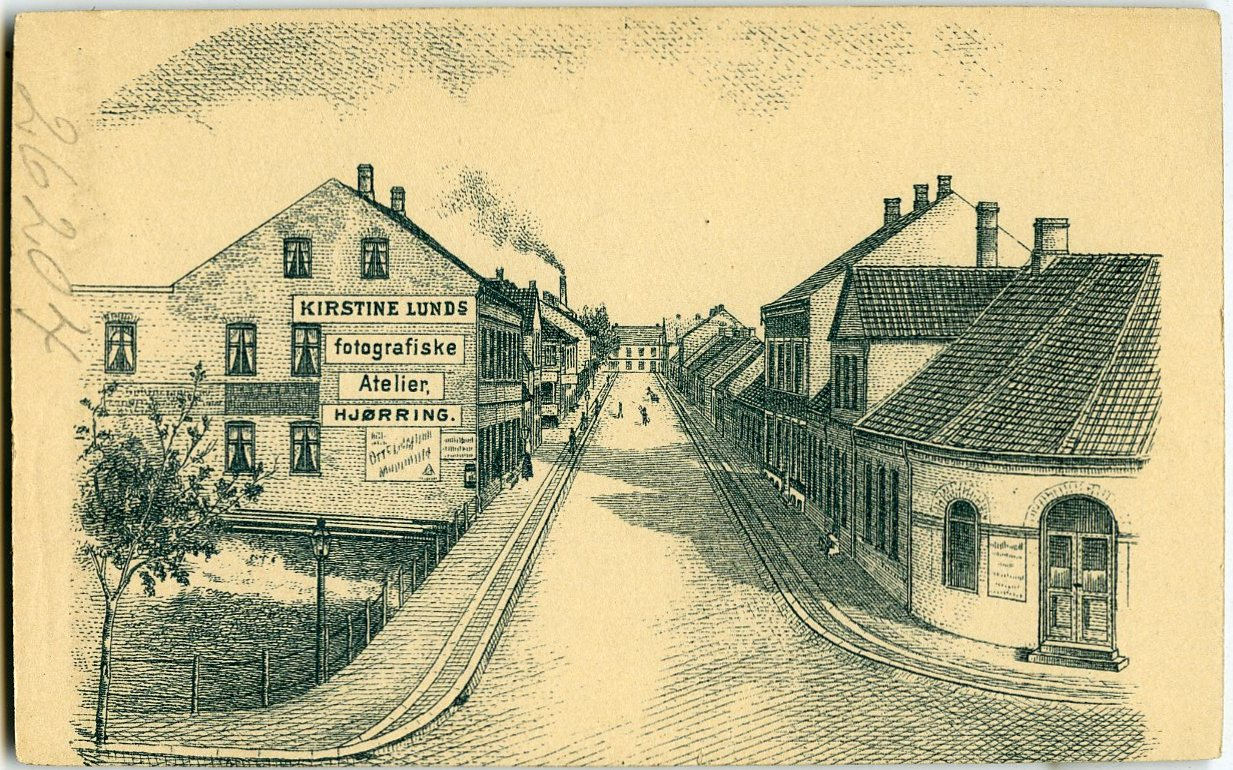
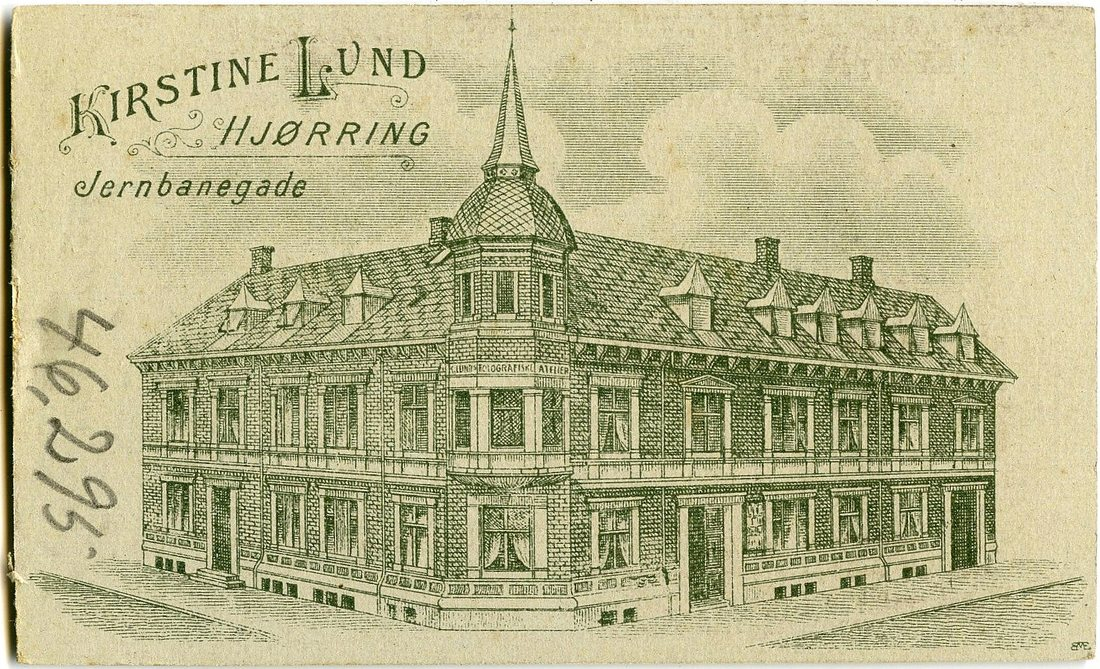